# Participações dos clubes na National Premier Soccer League
Esta é uma lista dos  clubes que participaram da National Premier Soccer League, de 2018 a 2018.

## Critérios adotados
- Não foram incluídas as equipes B e sub 23 de outras equipes, como Portland Timbers U-23 e New York Cosmos B.[3][4][5]

## Classificação geral
| Clubes                    | Estado            | Participações | Anos |
| ------------------------- | ----------------- | ------------- | ---- |
| AFC Ann Arbor             | Michigan          | 1             | 2018 |
| Asheville City            | Carolina do Norte | 1             | 2018 |
| Atlanta Silverbacks       | Geórgia           | 1             | 2018 |
| Atlantic City             | Nova Jérsei       | 1             | 2018 |
| Boca Raton FC             | Flórida           | 1             | 2018 |
| Boston City               | Massachusetts     | 1             | 2018 |
| Brooklyn Italians         | Nova Iorque       | 1             | 2018 |
| Buxmont Torch             | Pensilvânia       | 1             | 2018 |
| Charlottesville Alliance  | Virgínia          | 1             | 2018 |
| Chattanooga               | Tennessee         | 1             | 2018 |
| Cleveland SC              | Ohio              | 1             | 2018 |
| Demize NPSL               | Missouri          | 1             | 2018 |
| Detroit City FC           | Michigan          | 1             | 2018 |
| Electric City Shock       | Pensilvânia       | 1             | 2018 |
| Elm City Express          | Connecticut       | 1             | 2018 |
| Erie Commodores FC        | Pensilvânia       | 1             | 2018 |
| FC Baltimore              | Maryland          | 1             | 2018 |
| FC Brownsville            | Texas             | 1             | 2018 |
| FC Buffalo                | Nova Iorque       | 1             | 2018 |
| FC Columbus               | Ohio              | 1             | 2018 |
| FC Indiana                | Indiana           | 1             | 2018 |
| FC Monmouth               | Nova Jérsei       | 1             | 2018 |
| FC Motown                 | Nova Jérsei       | 1             | 2018 |
| FC Frederick              | Maryland          | 1             | 2018 |
| FC Wichita                | Kansas            | 1             | 2018 |
| Fort Pitt Regiment        | Pensilvânia       | 1             | 2018 |
| Fort Worth Vaqueros       | Texas             | 1             | 2018 |
| Grand Rapids FC           | Michigan          | 1             | 2018 |
| Greater Binghamton FC     | Nova Iorque       | 1             | 2018 |
| Georgia Revolution        | Geórgia           | 1             | 2018 |
| Greater Lowell United     | Massachusetts     | 1             | 2018 |
| Greenville                | Massachusetts     | 1             | 2018 |
| Hartford City             | Connecticut       | 1             | 2018 |
| Hershey                   | Pensilvânia       | 1             | 2018 |
| Houston Dutch Lions       | Texas             | 1             | 2018 |
| Houston Regals            | Texas             | 1             | 2018 |
| Inter Nashville           | Tennessee         | 1             | 2018 |
| Jacksonville Armada       | Flórida           | 1             | 2018 |
| Junior Lone Star          | Pensilvânia       | 1             | 2018 |
| Kingston Stockade         | Nova Iorque       | 1             | 2018 |
| Kalamazoo FC              | Michigan          | 1             | 2018 |
| Katy 1895                 | Texas             | 1             | 2018 |
| Knoxville Force           | Tennessee         | 1             | 2018 |
| Laredo Heat               | Texas             | 1             | 2018 |
| Legacy 76                 | Virgínia          | 1             | 2018 |
| Little Rock Rangers       | Arkansas          | 1             | 2018 |
| Miami FC                  | Flórida           | 1             | 2018 |
| Miami United              | Flórida           | 1             | 2018 |
| Midland-Odessa            | Texas             | 1             | 2018 |
| Milwaukee Torrent         | Wisconsin         | 1             | 2018 |
| Naples United FC          | Flórida           | 1             | 2018 |
| New Jersey Copa           | Nova Jérsei       | 1             | 2018 |
| New Orleans Jesters       | Luisiana          | 1             | 2018 |
| New York AC               | Nova Iorque       | 1             | 2018 |
| Northern Virginia United  | Virgínia          | 1             | 2018 |
| Ozark FC                  | Arkansas          | 1             | 2018 |
| Palm Beach United         | Flórida           | 1             | 2018 |
| Rhode Island Reds         | Rhode Island      | 1             | 2018 |
| Rochester Lancers         | Rhode Island      | 1             | 2018 |
| Saint Louis Club Atletico | Missouri          | 1             | 2018 |
| Seacoast United Mariners  | Maine             | 1             | 2018 |
| Shreveport Rafters        | Luisiana          | 1             | 2018 |
| Storm FC                  | Flórida           | 1             | 2018 |
| Syracuse FC               | Nova Iorque       | 1             | 2018 |
| Tyler FC                  | Texas             | 1             | 2018 |
| TSF FC                    | Nova Iorque       | 1             | 2018 |
| Tulsa Athletic            | Oklahoma          | 1             | 2018 |
| Virginia Beach City       | Virgínia          | 1             | 2018 |
| West Chester United       | Pensilvânia       | 1             | 2018 |